# Toni Schwabe

Toni Schwabe, ca. 1910 in Jena

Antonie Julie Friederike Marianne „Toni“ Schwabe (* 31. März 1877 in Bad Blankenburg; † 17. Oktober 1951 ebenda) war eine deutsche Schriftstellerin, Übersetzerin, Frauenrechtlerin und Aktivistin der Homosexuellenbewegung.
Angesichts ihres Frühwerks wird sie als erste bekannte und bekennende lesbische Schriftstellerin der deutschen Literatur angesehen. In der zweiten Hälfte der 1910er Jahre betrieb sie einen eigenen Verlag und eine eigene Zeitschrift, ab Mitte der 1920er Jahre leistete sie mit Romanen zu Frauen in Goethes Leben einen wichtigen Beitrag zum Genre der Goethe-Romane. Nach der Weltwirtschaftskrise gelang es ihr nicht mehr, als Schriftstellerin dauerhaft ein Auskommen zu finden, sie starb 1951 verarmt und vergessen. Erst ab den 1990er Jahren wurde sie wiederentdeckt.

## Leben

### Frühe Jahre
Schwabe wurde 1877 in Blankenburg als Tochter der Dänin Emilia Horn und des Mediziners und Kurhausbetreibers Julius Schwabe (1821–1892) geboren. Ihr Vater förderte sie in ihren geistigen Interessen und ihre Mutter machte sie mit der modernen dänischen Literatur vertraut. Ihr Großvater war der Weimarer Bürgermeister und Verehrer Friedrich Schillers, Carl Lebrecht Schwabe (1778–1851). Die Familie zog 1885 nach Jena; seit etwa 1888 lebte sie im Villengang. Nach dem Besuch der Höhere-Töchter-Schule versuchte Schwabe, Zugang zur Universität Jena zu bekommen. Da Frauen zu der Zeit aber nicht studieren durften, blieb es bei Gaststudien. Schwabe plante daher 1895, zum Studium nach Zürich zu gehen, blieb aber doch in Jena. Im selben Jahr reiste sie für mehrere Monate zu ihrer Patentante in Dänemark. Auch besuchte sie eine Kunstgewerbeschule, deren Besuch sie aber nach kurzer Zeit wieder abbrach.

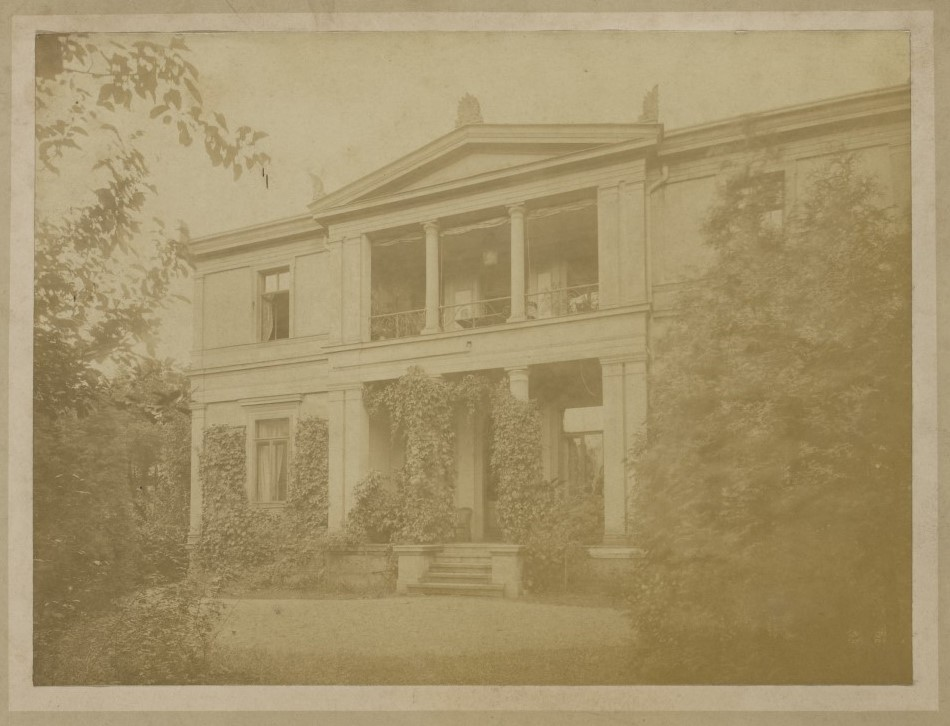
Villengang 1 in Jena, 1899

Schon als Schülerin in Jena hatte sie 1893 Sophie Hoechstetter kennengelernt, aus der Begegnung wurde bald eine Liebesbeziehung. Nach dem Tod der Mutter Schwabes 1902 lebten beide Frauen zusammen im Villengang. Schwabe hatte zu dieser Zeit immer wieder Affären, unter anderem mit Frieda von Bülow und Sophia Goudstikker, von denen Hoechstetter wusste und die sie tolerierte. Als Schwabe jedoch 1906 Elsa von Bonin einlud, ebenfalls Teil der Lebensgemeinschaft zu werden, fühlte sich Hochstetter brüskiert und ihre Beziehung zerbrach, sie blieben aber lebenslang befreundet. Über spätere Lebenspartnerinnen Schwabes ist wenig bekannt.

### Schriftstellerin und Aktivistin
1902 veröffentlichte Schwabe ihr Romandebüt Die Hochzeit der Esther Franzenius, gefolgt 1906 von Bleib jung meine Seele; beide thematisierten auch lesbisches Lieben. 1908 folgte der Gedichtband Komm, kühle Nacht. Im selben Jahr 1908 veröffentlichte sie (u. a. neben Johanna Elberskirchen) zwei Kapitel in dem Werk Mann und Weib, kam in Kontakt mit dem Wissenschaftlich-humanitären Komitee (WhK) um Magnus Hirschfeld und wurde 1910 als eine der ersten Frauen in das Obmännergremium des WhK gewählt. Sie initiierte eine Tagung unter Anwesenheit von Hirschfeld. Mit ihm wie mit seiner Schwester Franziska Mann (1859–1927) war sie zeitweise auch befreundet. Eine längere Tätigkeit für das WhK ist aber nicht bekannt, vermutlich führten gesundheitliche Komplikationen zu ihrem Rückzug.

### Herausgeberin und Verlegerin
In den 1910er Jahren ging Schwabes schriftstellerische Arbeit zurück, sie veröffentlichte keine größeren Texte mehr, sondern beschränkte sich auf Beiträge in literarischen Zeitschriften sowie Anthologien und übersetzte Werke von Jens Peter Jacobsen aus dem Dänischen. Statt als Autorin wirkte sie zuerst 1915 als Herausgeberin klassischer Literatur für den Jenaer Frauenverlag; 1916 gründete sie einen eigenen Verlag, den Landhaus-Verlag, in dem sie die Literaturzeitschrift Das Landhaus herausgab. Als einzige deutsche Frau erhielt sie vom Börsenverein des Deutschen Buchhandels einen „Meisterbrief“ zugesprochen. Zu Kriegszeiten programmatisch noch zurückhaltend in der Auswahl (laut Schwabe wurde sie durch die Pressezensur behindert), wurde das Programm ab 1919 experimenteller und vielfältiger, sie publizierte neben Klassikern wie Flaubert, Stendhal, Hölderlin oder Shakespeare auch zahlreiche zeitgenössische Literatur, darunter expressionistische Autorinnen wie Henriette Hardenberg, Kasimir Edschmid, Yvan Goll oder Klabund, führende Vertreterinnen der Frauenbewegung wie Hedwig Dohm sowie Stimmen weiblicher Autorinnen wie Sophie Hoechstetter, Gabriele von Lieber, Katarina Botsky oder Therese Rie. Auch außereuropäische Autoren wie Saadi, Izumi Shikibu oder Zhuangzi finden sich regelmäßig, einen weiteren Schwerpunkt bildete skandinavische Literatur (Jens Peter Jacobsen, Knut Hamsun). Aufgrund der Auswirkungen der zunehmenden Inflation musste Schwabe jedoch die Zeitschrift 1921 und 1922 auch den Verlag einstellen, ihr Wohnsitz im Villengang ist bis 1921 noch nachgewiesen. In den folgenden Jahren verarmte sie.

### Die Goethe-Romane
1925 veröffentlichte sie den Roman Ulrike über die Beziehung zwischen Ulrike von Levetzow und Johann Wolfgang von Goethe. Damit gelang ihr der einzige größere Erfolg, der zugleich eine wirtschaftliche Erholung bedeutete. Mit Der Ausbruch ins Grenzenlose (1926) und Christiane (1931) verfasste sie weitere Goethe-Romane, die letzteren veröffentlichte sie 1949 neu unter dem Titel Wandlung des Herzens. Weitere Erfolge blieben nach 1926 jedoch aus, und mit der Weltwirtschaftskrise geriet sie erneut in wirtschaftliche Not. Sie vermietete deshalb ihr Haus in Blankenburg und zog nach Berlin.

### Nationalsozialismus und Zweiter Weltkrieg
Von 1931 bis 1934 lebte Schwabe in der Künstlerkolonie Berlin-Wilmersdorf am Laubenheimer Platz. Nach 1931 konnte sie keine größeren Texte mehr neu veröffentlichen und es gelang ihr kaum noch, ein Einkommen zu erzielen, sie lebte von Unterstützungen durch die Deutsche Schillerstiftung, zwischen 1938 und 1944 als jährliche Pensionszahlung. 1941 reiste sie aus gesundheitlichen Gründen nach Italien, an den Lago Maggiore und die Riviera.

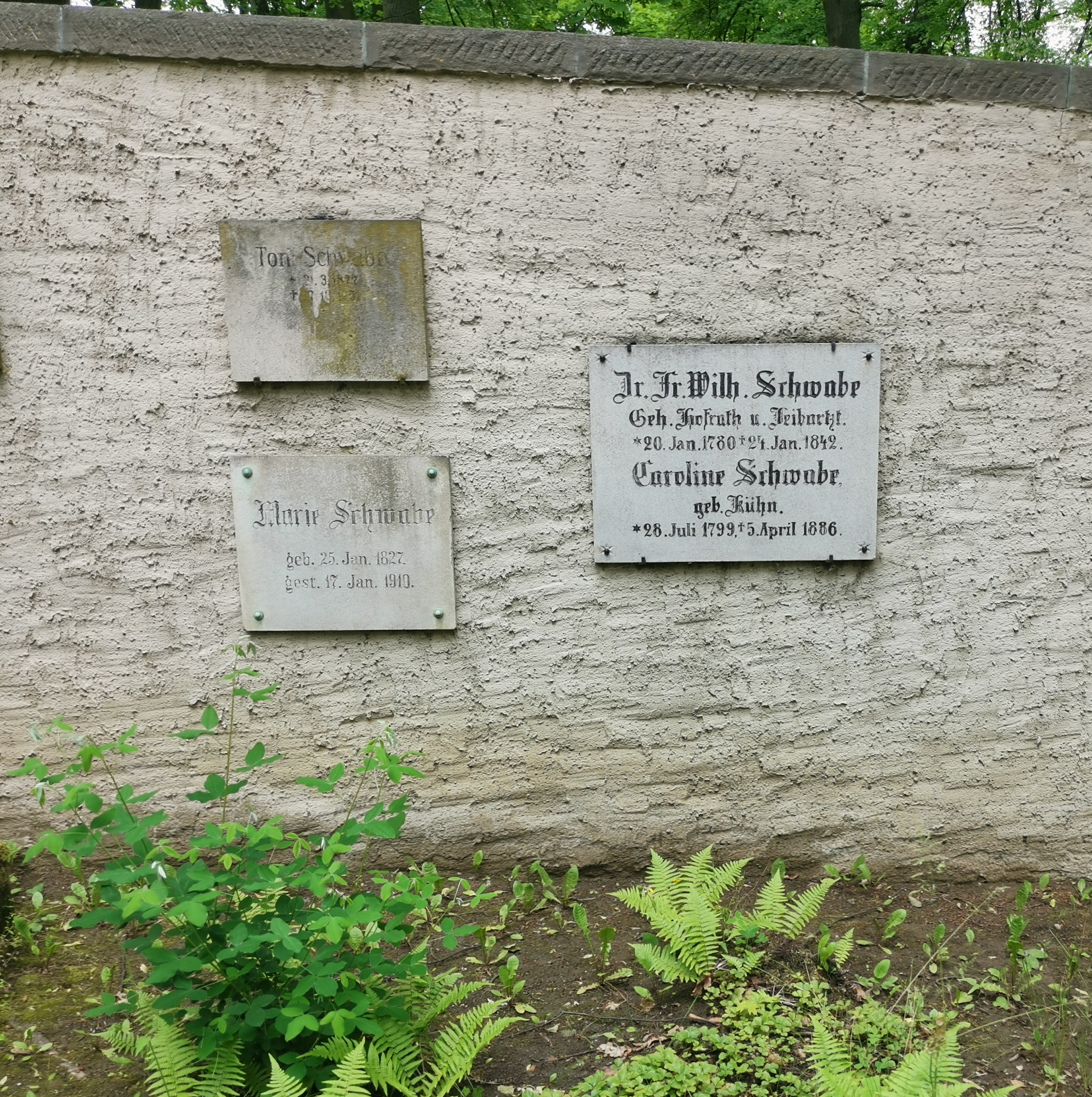
Familienbegräbnis der Familie Schwabe, oben links die Tafel für Toni Schwabe

Ehemals Mitglied der SPD und nach dem Zweiten Weltkrieg erst der Liberal-Demokraten und dann der Ost-CDU, blieb Schwabe dem Nationalsozialismus gegenüber indifferent und unreflektiert. Im (Manuskript gebliebenen) Roman Rosemarie Brügge von 1930, der die Inflationszeit behandelte, verwandte sie antisemitische Stereotype gegenüber dem Ostjudentum, berichtete in einem rückblickend verfassten Text aber von ihrer Abscheu, als sie in Berlin den Abtransport jüdischer Nachbarn aus der Künstlerkolonie mitansah.

### Nachkriegszeit und Tod
In einem Kreislauf aus wirtschaftlicher Not, Vereinsamung, Krankheit und fehlendem künstlerischen Erfolg gefangen, konnte sie sich trotz vereinzelter Publikationen in der Nachkriegszeit nicht mehr erholen. 1949 veröffentlichte sie ohne Erfolg ihren letzten Roman, den im Rahmen eines Stadtschreiberamtes entstandenen „Würzburg-Roman“ Antlitz im Zwielicht. Sie starb 1951 in Blankenburg und wurde im Erbbegräbnis der Familie in Weimar begraben.

## Einflüsse und Einordnung
Schwabe war stark von frühmoderner skandinavischer, insbesondere dänischer Literatur beeinflusst, ein besonders wichtiges Vorbild war für sie Jens-Peter Jacobsen, aber auch Henrik Ibsen und Ludvig Holberg spielten eine Rolle.  Neben diesen waren auch Autoren der deutschen Klassik wie Schiller und Goethe für sie wichtig und sie verehrte Thomas Mann. In ihren Texten finden sich u. a. Referenzen zur Lyrik Clemens Brentanos und Heinrich Heines. So kam sie zu einem „eigenwilligen Sprachstil“, der sowohl als „pathetisch“ oder „geschraubt“, aber auch als „kalt und klar“ wahrgenommen wurde. Regelmäßig wurde ihr Stil auch mit Begriffen wie „fein“, „leise“, „sanft“ und „lyrisch“ beschrieben.
Ihr Frühwerk wird der Neuromantik zugerechnet, anhand ihres Gedichtbands Komm, kühle Nacht stellt Hamacher unterschiedliche Einflüsse vom Impressionismus über Symbolismus und Neuromantik bis zur Heimatkunstbewegung fest, die er zugleich als charakteristische Eckpunkte ihres gesamten Werks einstuft. In ihrem Frühwerk finden sich immer wieder Natur- und Landschaftsbeschreibungen als positive Bezugspunkte, charakteristisch für die Moderne in ihrer Beziehung zum Subjekt. Die Stadt (Berlin) hingegen bleibt demgegenüber blass und profillos.
Schwabe schrieb über lesbisches Lieben camoufliert, es finden sich also auf der Textoberfläche ihrer Prosa keine direkten Schilderungen lesbischer Liebe, diese erschließen sich erst durch Hinweise im Subtext wie z. B. Signalisierungen („Verstecken“, „Verschweigen“). Nur im Gedichtband Komm, kühle Nacht brach sie mit der Praxis der Camouflage und wurde expliziter. Auch ist die Gegenüberstellung heteronormativer Beziehungen ironisiert, so werden junge Männer vor allem überheblich und eitel bis zur Albernheit dargestellt. In ihren späteren Arbeiten wie den kleinen Texten der 1910er Jahre und den Goethe-Romanen hingegen spielt gleichgeschlechtliche Liebe keine Rolle mehr.

## Rezeption und Forschungsstand
Zeitgenössisch hatte Schwabe nur geringen Erfolg, allein ihre Goethe-Romane Ulrike und Aufbruch ins Grenzenlose von 1925 bzw. 1926 erreichten ein nennenswertes Publikum. Heinrich Detering resümierte 1999, Schwabe „war seinerzeit unbekannt, und sie ist unbekannt geblieben“, Jenny Bauer stellte noch 2011 fest, dass „ihr Werk bis heute nahezu rezeptionslos bleibt.“ Als Gründe für den trotz Anerkennung ihres Talentes weitgehend fehlenden Erfolg wurden vor allem der zu „künstlerische“ und daher marktferne Charakter ihres Werkes, ihre Vielseitigkeit, die sie feste „Zielgruppen“ verfehlen ließ sowie darüber hinaus ihre Einordnung als „Frauenschriftstellerin“ im Sinne eines nicht richtig literarischen Nischenmarktes angeführt. Seit 2011 begann insbesondere durch Jenny Bauers Arbeit eine stärkere Beschäftigung mit Schwabe und ihrem Werk.
Schwabe hinterließ ihren literarischen Nachlass dem Kulturjournalisten Werner Nickold, 1984 wurde er dem Goethe-und-Schillerarchiv in Weimar übergeben. Er enthält neben ihren Werken Briefwechsel (u. a. mit Sophie Hoechstetter), Tagebücher, Arbeitsmaterialien, sowie geschäftliche und berufliche Unterlagen, die biographischen Forschungen Hamachers und Bauers speisen sich im Wesentlichen daraus.

### Zeitgenössische Rezeption
Hans Sittenberger sprach Schwabe bereits anhand ihres Debüts Ein Liebeslied „unzweifelhafte Begabung“ zu. Thomas Mann, der Die Hochzeit der Esther Franzenius als Lektor des Albert Langen Verlags schon 1900 im Manuskript kennenlernte, mit Schwabe korrespondierte und den Roman zur Publikation empfahl, machte ihn 1903 zum Thema seines Essays Das Ewig-Weibliche. Er bezeichnete ihn als „ungewöhnlich gut und schön“, lobte seine Sprache und nannte ihn „auserlesene Kunst“. Detering hält es für möglich, dass das Buch Manns Novelle Tonio Kröger beeinflusst habe. Anlässlich ihres Romans Die Stadt mit lichten Türmen attestierte Frieda von Bülow Schwabe ein „ungewöhnliches Können“ und schrieb: „Ihre Dichtung ist Lyrik.“ Anselma Heine schrieb von „Liebesszenen, die man nicht vergisst“. Bleib jung meine Seele veranlasste Franz Servaes zur Aussage, Schwabe nehme als „Enthüllerin der jungen Weibespsyche […] unter den deutschen Erzählerinnen heute vielleicht den ersten Rang ein“, und die Neue Freie Presse nannte es „ein wundervolles Buch“. Derselbe Text lobte anlässlich ihrer Novelle Tristan und Isolde vor allem die Sprache, die „lyrisch-seelenvoll und voll gleitendem Schmelz“ sei, Rolf Conrad Cunz hingegen verriss sie 1918 als „eine Menge Liebe, eine Menge Sehnsucht“ mit „allerhand geisterstandenem Pathos zwischendurch“.
Einige Kritiken finden sich zeitgenössisch in Medien der Homosexuellenbewegung. Ihr zweiter Roman Bleib jung meine Seele war 1906 in den Monatsberichten des Wissenschaftlich-humanitären Komitees wohlwollend als „fesselnde Darstellung des fraglichen psychischen Problems“ [d. i. Bisexualität] gelobt worden und Elfriede Kurtzer schrieb 1908 in Der Eigene angesichts des Gedichtbandes Komm, kühle Nacht von Schwabe als einer „hochbegabten Lyrikerin“ und „großen Dichterin“.
Der von ihr 1925 veröffentlichte Roman Ulrike – Ein Roman von Goethes letzter Liebe wurde ihr größter Erfolg. Der Roman erfuhr regelmäßig Neuauflagen, 1928 hatte er die 9. Auflage erreicht, bei seiner vorletzten Auflage 1948 war er in 93.000 Exemplaren erschienen. Schwabe begründete mit dieser ersten literarischen Darstellung der Begegnung das Genre der sogenannten Ulrike-Romane. Auch der nachfolgende Roman Der Aufbruch ins Grenzenlose über Goethe und Charlotte von Stein war erfolgreich, 1928 lag er in der 6. Auflage vor. Ihr letzter Goethe-Roman, Christiane von 1931, konnte an diese Erfolge nicht anschließen und blieb ihre letzte große Veröffentlichung bis zum 1949 veröffentlichten, wiederum erfolglosen Roman Antlitz im Zwielicht.
Alfred Richard Meyer (mit dem sie lebenslang befreundet war) widmete Schwabe 1912 die erotische Novelle Das Aldegrever-Mädchen sowie 1920 seinen Gedichtband Dornburger Maskenzug. In einer späten Reminiszenz parodierte Erwin Strittmatter Schwabe 1977 in seiner Erzählung Meine Freundin Tina Babe.

### Wiederentdeckung
Erste Informationen über Schwabes Biographie wurden ab 1990 durch den thüringischen Heimatkundler Hans-Helmut Lawatsch veröffentlicht, später ergänzt um visuelle Zeugnisse aus der Sammlung Dieter Krause.
Seit Ende der 1990er Jahre wurde Schwabe, angestoßen durch Arbeiten von Heinrich Detering, der Thomas Manns Essay über Schwabe als Ausgangspunkt nahm, neu wahrgenommen. Detering würdigte sie dahingehend, dass ihr der Status der „ersten bekannten und bekennenden lesbischen Schriftstellerin der deutschen Literatur“ zustehe. Jenny Bauer, die ab 2011 Schwabes Werk und Biografie erforschte und Die Hochzeit der Esther Franzenius 2013 neu herausgab, sah sie als „Analytikerin der Geschlechterkonstellationen ihrer Zeit“, auch für ihre herausgeberische und verlegerische Tätigkeit müsse Schwabe heute noch Respekt gezollt werden. Bauer vertritt die Auffassung, dass der Roman Die Hochzeit der Esther Franzenius „die Ehe noch radikaler“ in Frage stelle, als dies zuvor Hedwig Dohm, Gabriele Reuter oder Helene Böhlau getan hätten. Schwabe schildere die Verliebtheit zwischen Frauen ebenso selbstverständlich und häufig wie die Verliebtheit zwischen Frauen und Männern. Ihre Goethe-Romane, in denen sie Goethes Beziehungen zu Frauen darstellte, gelten Bernd Hamacher als „innovative Bausteine der literarischen Biographie Goethes aus weiblicher Perspektive“. Sie ragten „über viele entsprechende Versuche einer Darstellung von Goethes Frauenbeziehungen weit hinaus“. Der Goethespezialist Jens Kruse würdigte Ulrike 2011 als den „ungewöhnlich[en] […] Goethe-Roman einer ungewöhnlichen Autorin“, der einen „humanisierten und demokratisierten Goethe für die Weimarer Republik“ erschaffe.

## Werke (Auswahl)
- Ein Liebeslied. Ein Testament. (Prosa, Wilhelm Friedrich, Leipzig 1899)
- Die Hochzeit der Esther Franzenius (Roman, A. Langen, München 1902)
- Die Stadt mit lichten Türmen (Roman, Fischer, Berlin 1904)
- Bleib jung meine Seele. (Roman, Axel Juncker Verlag, Berlin 1906)
- Verse (Gedichte, A.R. Meyer, Berlin-Wilmersdorf, 1907)
- Tristan und Isolde (Novelle, A.R. Meyer, Berlin-Wilmersdorf, 1908)
- Komm kühle Nacht. (Verse, G. Müller, München, 1908) Digitalisat.
- Zwei Beiträge in Mann und Weib. Ihre Beziehungen zueinander und zum Kulturleben der Gegenwart. Hg. R. Koßmann und Jul. Weiß. 1. Band: Der Mann. Das Weib. Union Deutsche Verlagsgesellschaft, Stuttgart 1908:
  - Das Weib als halbwüchsiges Mädchen, S. 321–338.
  - Das Weib als Jungfrau, S. 339–360.
- Ulrike (Roman, A. Langen, München 1925)
- Der Ausbruch ins Grenzenlose (Roman, A. Langen, München 1926)
- Christiane (Roman, Reissner, Dresden 1931)
- Wandlung des Herzens (Roman, Oertel & Spörer, Reutlingen 1949)
- Antlitz im Zwielicht (Roman, Federmann, München 1949)
- Toni Schwabe (= Versensporn, Band 25), (Gedichte, Edition Poesie schmeckt gut, Jena 2016)

Herausgeberschaft:
- Das Landhaus. Eine literarische Monatsschrift. Jena 1916 bis 1921. (Digitalisate)